# Vườn quốc gia Bukit Baka Bukit Raya
Vườn quốc gia Bukit Baka Bukit Raya là một vườn quốc gia nằm trên đảo Borneo, Indonesia. Nó được đặt tên theo các ngọn núi Bukit Baka (1.620 mét) và Bukit Raya (2.278 mét), một phần của dãy núi Schwaner trên khu vực ranh giới giữa hai tỉnh Trung và Tây Kalimantan. Nó là một phần của dự án Trái tim của Borneo.

## Lịch sử
Năm 1978, một khu bảo tồn thiên nhiên rộng 500 km² xung quanh Bukit Raya được thành lập và chỉ một năm sau đó, diện tích của nó được mở rộng lên 1.100 km². Năm 1982, khu bảo tồn thiên nhiên Bukit Baka được thành lập có diện tích 1.000 km². Sau một số thay đổi nhỏ về ranh giới của cả hai khu bảo tồn thì vào năm 1992, hai khu bảo tồn được hợp nhất thành vườn quốc gia Bukit Baka Bukit Raya có diện tích 1.810 km².
Vườn quốc gia đã và đang là nơi ở truyền thống của những nhóm dân tộc bản địa như Dayak Limbai, Ransa, Kenyilu, Ot Danum, Malahui, Kahoi và Kahayan.

## Động thực vật
Đã có 817 loài thực vật được ghi nhận trong vườn quốc gia thuộc họ Dầu, Đào kim nương, hồng xiêm, đại kích, nguyệt quế và thạch nam. Các loài đặc hữu có mặt tại đây gồm Symplocos rayae, Gluta sabahana, Dillenia beccariana, Lithocarpus coopertus, Selaginnella magnifica và Tetracera glaberrima.
Vườn quốc gia này bảo vệ nhiều loài động vật hoang dã như báo hoa mai, đười ươi, gấu chó, voọc Maroon, cu li lớn, nai, sóc bay. Các loài chim trong vườn quốc gia gồm cao cát đen, hồng hoàng mũ cát, cu luồng, gầm ghì đầu hung, trĩ Borneo, vượn râu trắng Borneo.